# مردان کج‌رفتار
مردان کج‌رفتار (انگلیسی: Men Behaving Badly) یک کمدی موقعیت بریتانیایی است که مابین سال‌های ۱۹۹۲ تا ۱۹۹۸ پخش شد. از بازیگران اصلی آن می توان به مارتین کلونز و الیسدر سیمپسون اشاره کرد.